# Museo Rodin
Il Musée Rodin è un museo dedicato ad Auguste Rodin, che 
si trova in rue de Varenne 77 a Parigi (Francia).
In questo museo sono racchiuse numerose opere dell'artista Rodin ma di statue attualmente ne manca solamente una in bronzo che si pensa sia in Italia, forse a Genova.
Il museo espone opere di: Claude Monet, Pierre-Auguste Renoir, Vincent van Gogh e tanti altri.

## Sede

Musée Rodin, Paris.

Il museo ha sede nell'Hôtel Biron, un palazzo in stile rococò con un giardino degno del palazzo.
L'edificio fu costruito tra 1728 ed il 1731 da Jean Aubert per Abraham Peyrenc de Moras.
Nel 1752 fu acquistato dal maresciallo Biron, da cui ha successivamente preso il nome. Lo stato francese lo acquistò nel 1911.

## Storia
Rodin passò gli ultimi anni della sua vita nell'edificio, precisamente tra il 1908 ed il 1917.

L'anno prima della sua morte lasciò allo stato francese tutte le opere che possedeva, lasciandole però nell'edificio con lo scopo di creare un museo.

Nel '900 tanti altri artisti hanno vissuto in questo museo tra cui: Jean Cocteau, Henri Matisse, Isadora Duncan.
L'inaugurazione ufficiale del museo avvenne nel 1919.

## Le maggiori opere

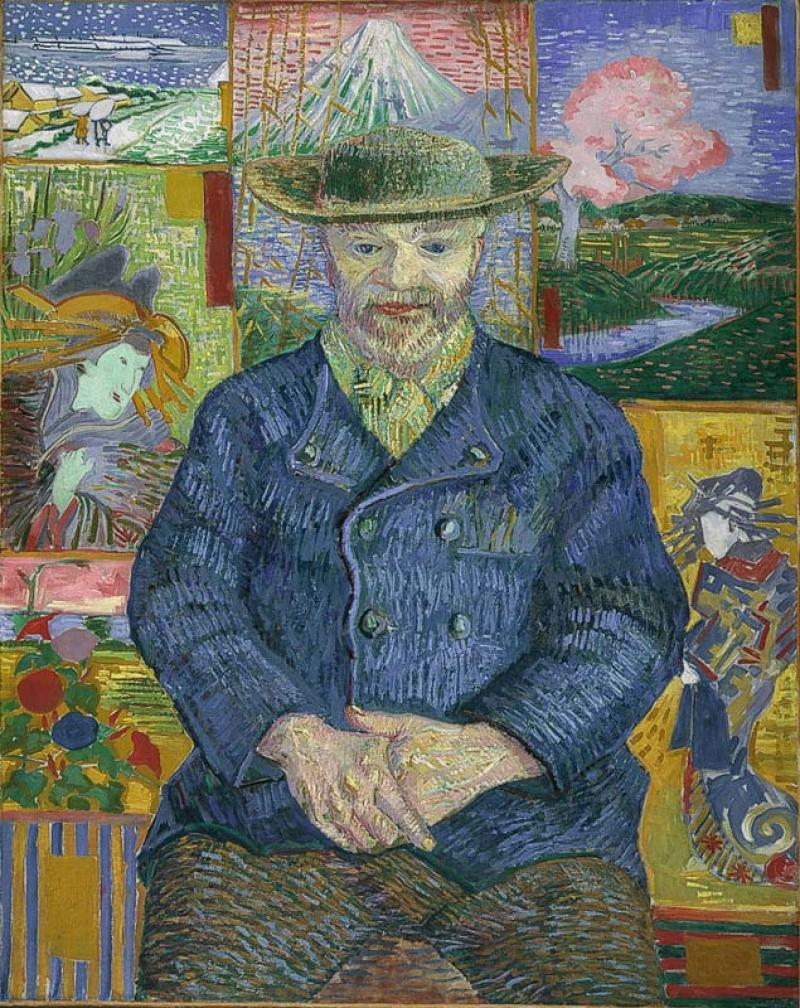
Ritratto di père Tanguy

### Vincent van Gogh
- Ritratto di père Tanguy (1887-1888)

### Auguste Rodin
- Il pensatore (1880-1902)
- Il bacio (1888-1889)
- La porta dell'inferno (1880-1917)
- I borghesi di Calais (1884-1889)
- L'età del bronzo (1875-1876)
- L'uomo che cammina